# Euchalinus pedalis
Euchalinus pedalis là một loài tò vò trong họ Ichneumonidae.